# En-no Gyōja
En-no Gyōja (jap. 役行者, także En-no Ozunu 役小角, En-no Ubasoku 役優婆塞; VII-VIII w.) – legendarny mnich buddyjski, archetyp ascety-magika (jap. 行者 gyōza, gyōja), uważany za założyciela Shugendō. Według legend i przekazów kronikarskich przebywał na górze Katsuragi, gdzie praktykował magię i ascezę (yamabushi).
Według podań, został oskarżony o działania na szkodę cesarza Mommu i zdołał uniknąć aresztowania dzięki nabytym nadprzyrodzonym mocom. Oddał się w ręce władz po aresztowaniu swojej matki. W 699 zesłany na wyspę Ōshima, ale swobodnie przemieszczał się dzięki sztuce lewitacji.